# Huigou
Huigou (kinesiska: 浍沟) är en köping i östra Kina. Den ligger i Lingbi härad i staden Suzhou i provinsen Anhui, omkring 210 kilometer norr om provinshuvudstaden Hefei. Antalet invånare är 35770. Befolkningen består av 18 077 kvinnor och 17 693 män. Barn under 15 år utgör 24,0 %, vuxna 15-64 år 63 %, och äldre över 65 år 12,0 %.